# Радован Поповић
Радован Поповић (Дуб, 11. август 1938) српски је новинар и писац.

## Биографија
Рођен је 1938. године у селу Дуб, код Бајине Баште. Гимназију је завршио у Ужицу, а књижевност је студирао у Београду. Био је дугогодишњи уредник културног додатка "Политике", а објавио је и читав низ књижевних биографија. За књигу "Живот Меше Селимовића" награђен је 1988. године Октобарском наградом града Београда за књижевност.
Члан је српског ПЕН клуба и члан управних одбора Задужбине Иво Андрић, Задужбине Десанка Максимовић и управе Фондације Васко Попа.

## Дела
- Књижевни разговори (говоре писци Босне и Херцеговине) (1969)
- Казивања о Андрићу (успомене савременика) (1976)
- Исидорина бројаница (1979)
- Живот Милоша Црњанског (1980)
- Истина о Дучићу (1981)
- Мој круг кредом (изабрана писма Исидоре Секулић) (1984)
- Дероко и други о њему (1984)
- Књига о Цвијановићу (1985)
- Изабрани човек или живот Растка Петровића (1986)
- Воћка на друму или живот Вељка Петровића (1986)
- Живот Меше Селимовића (1988)
- Иво Андрић (фотомонографија) (1988)
- Писци у служби народа (1991)
- Андрићева пријатељства (1992)
- Спомен на Милана Ђоковића (1994)
- Књига о Ћопићу или пут до моста (1994)
- Прича о Сретену Марићу (1996)
- Крлежа и Срби (1997)
- Спомен на Гвоздена Јовановића (1998)
- Славни гости Србије (1998)
- Васко Попа, мит и магија (1998)
- Књига о Десанки (1998)
- Шума која хода или књига о Ршуму (1998)
- Време писца: животопис Добрице Ћосића (2000)
- Грађанин света: живот Тодора Манојловића (2000)
- Антић њим самим (2000)
- Живорад Жика Стојковић споменица (2003)
- Андрић и Вишеград (2005)
- Српски писци сликари (2008)
- Животи без лажи (2008)
- Павић - први писац трећег миленијума (2009)
- Принц песника Бранко Миљковић (2009)
- Сјајно друштванце - прича о српским надреалистима (2009)
- Пропланци Сретена Марића (2009)
- Дервишева кобна птица (2009)
- Последњи српски бољшевик Александар Поповић 2009
- Разнозач месечине Љубиша Јоцић 2009
- Пут до моста Бранко Ћопић 2009
- Михиз - одгонетање једног живота 2011
- Српски књижевни зверињак 2011
- Како је Буле покорио Европу животопис Миодрага Булатовића 2013
- Прича о Душану Матићу 2014
- Песник наше младости животопис Славка Вукосављевића 2015
- Аристократ духа - животопис Милана Кашанина 2016
- Велики господин Младен Лесковац - њим самим 2017
- Благодат новог јутра - Бошко Петровић њим самим 2018
- Парче пишчеве душе - Тишма њим самим 2020
- Српски Орфеј Добрица Ерић 2020
- Шетња са Андрићем 2021
- Матија 2023
- Последњи потомак Марко Ристић њим самим 2024